# Рог Сьюзен
Рог Сьюзен (англ. Susan's horn) — предмет вымышленного мира «Хроник Нарнии» К. С. Льиюса. Присутствует в двух книгах: «Лев, Колдунья и Платяной шкаф» и «Принц Каспиан». Олицетворяет существование провидения, божественной помощи.
Этот Рог был подарен Сьюзен Пэвенси Отцом Рождество в 1000 году, после окончания Столетней Зимы. Магическое действие рога заключается в том, что трубящему в него придёт помощь, где бы он ни находился (в экранизации прямо сказано, что придут древние короли и королевы). Этим свойством и воспользовался принц Каспиан X в 2303 году, когда оказался в трудном положении. Тогда рог вытащил Питера, Сьюзен, Эдмунда и Люси из нашего мира в мир Нарнии. Они помогли Каспиану победить Мираза, в результате чего нарнийцы перестали прятаться в лесах, а стали жить вместе с оставшимися тельмаринцами.